# 高級警司
高級警司是英聯邦國家或地區的警銜。

## 香港

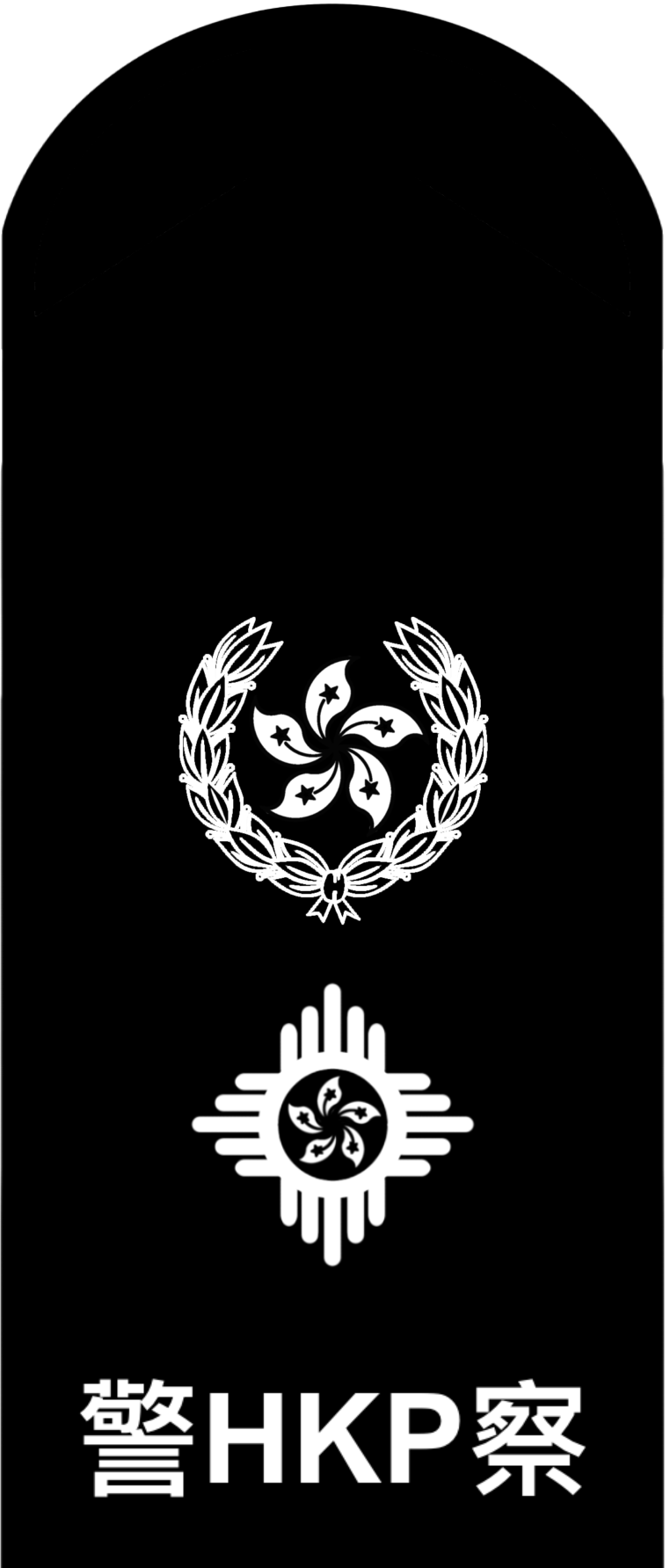
香港警務處高級警司肩章

香港警務處的高級警司（英文：Senior Superintendent of Police，縮寫：SSP）是香港警察職級其中一個憲委級職級，為高級警官的級別；位於警司之上，總警司之下，由警務處處長委任。昔日，警區制度未設有總區時，高級警司負責擔任區副指揮官，現時則擔任警區副指揮官或者部的副指揮官。截至2023年年底，共有58名高級警司。

### 徽章衣飾
高級警司的襯衣為白色， 肩章以英国陆军中校军衔标志为蓝本，上有一枚市花及嘉禾，及一枚軍星，故俗稱「一拖一」。警帽上有銀色粗條邊飾。

### 著名高級警司
首任高級警司為邰華（後改譯為戴磊華）( P.I.M. Irwin )，於1951年4月1日獲委任。首位華人高級警司為方奕輝，於1966年4月1日獲委任，並在1968年4月成爲首位華人總警司。首位女性高級警司為羅慧儂（英文：Marjorie Elsie Lovell），於1971年6月23日獲委任。首位華人女性高級警司為王梁錦珊，於1981年10月1日獲委任，並在1995年1月成爲首位女性助理處長。
- 高振邦，曾任警察公共關係科媒體聯絡及傳訊課，傳媒關係分課警司、二零一九年反對逃犯條例修訂草案運動警方例行記者會主持人，2020年調任機動部隊。
- 余鎧均，警察公共關係科（社區關係）高級警司。曾因上司謝振中休假期間署任總警司時出席記者會，被網民發現其肩章較12小時前另一場記者會多一枚軍星，而引起關注。[3]
- 江永祥，現任刑事部刑事支援高級警司。此前在警察公共關係科任職期間，因經常出席記者會而被稱爲　「4點鐘江Sir」。[4]